# چاه شرف
 چاه شرف روستایی از توابع بخش وراوی در شهرستان مهر در جنوب استان فارس در جنوب ایران واقع شده‌است.
روستای چاه شرف در ۶ کیلومتری بخش وراوی و در ۱۶ کیلومتری مرکز شهرستان لامرد و 33 کیلومتری مرکز شهرستان مهر واقع شده‌است...

## جمعیت
روستای چاه شرف دارای جمعیتی بالغ بر ۱۲۰۰ نفر و قدمتی ۷۵۰ ساله میباشد که منابع درآمدی آن بیشتر مربوط به صنایع فرآیندی منطقه از قبیل صنعت گاز و آلومنیوم میباشد و به شکل محدودتری کشاورزی و دامداری در آن جریان دارد.

## پیشینه

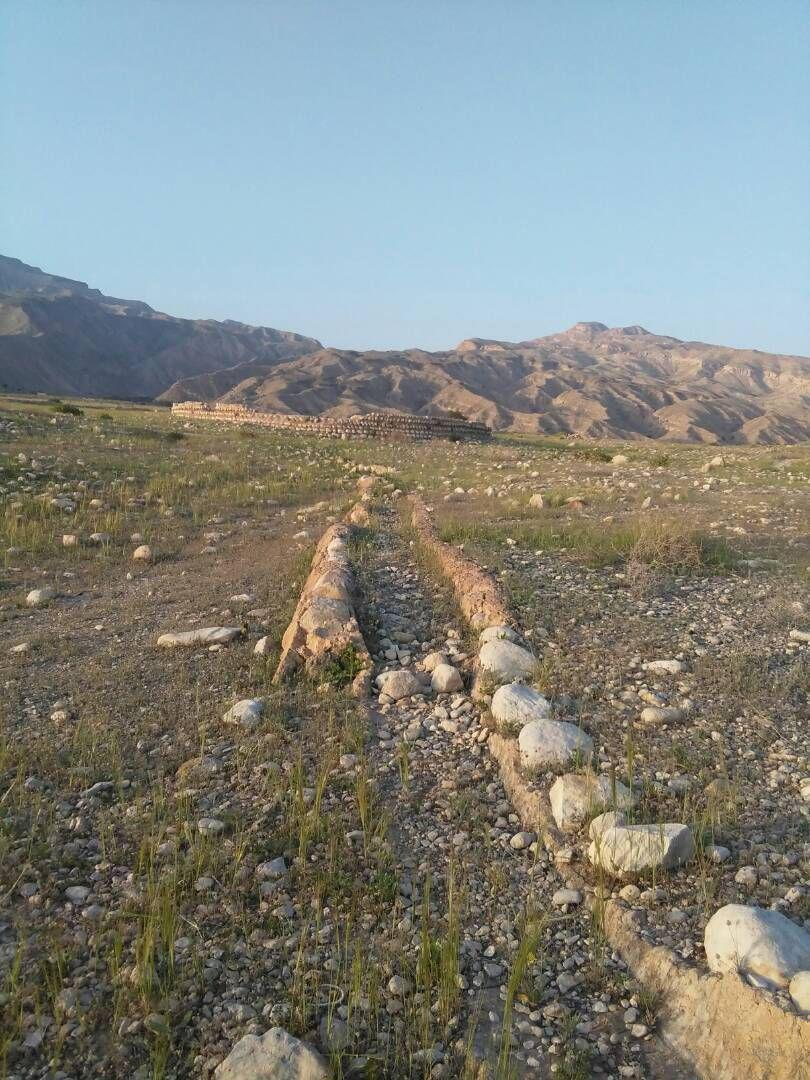

آثار به جا مانده از زمان قدیم در روستای چاه شرف شامل آسیاب سنگی که چاه حفر شده در سنگ به ارتفاع ۱۰متر و دارای آثار گورنشین می‌باشد. قدمت این روستا باستانی بیش از ۷۵۰سال می‌باشد ویکی از کهن‌ترین روستاهای جنوب فارس به شمار میرود. امابه دلیل بی‌مهری مسئولان میراث فرهنگی اقدام‌های لازم جهت شناختن این روستای باستانی به مردم صورت نگرفته‌است.

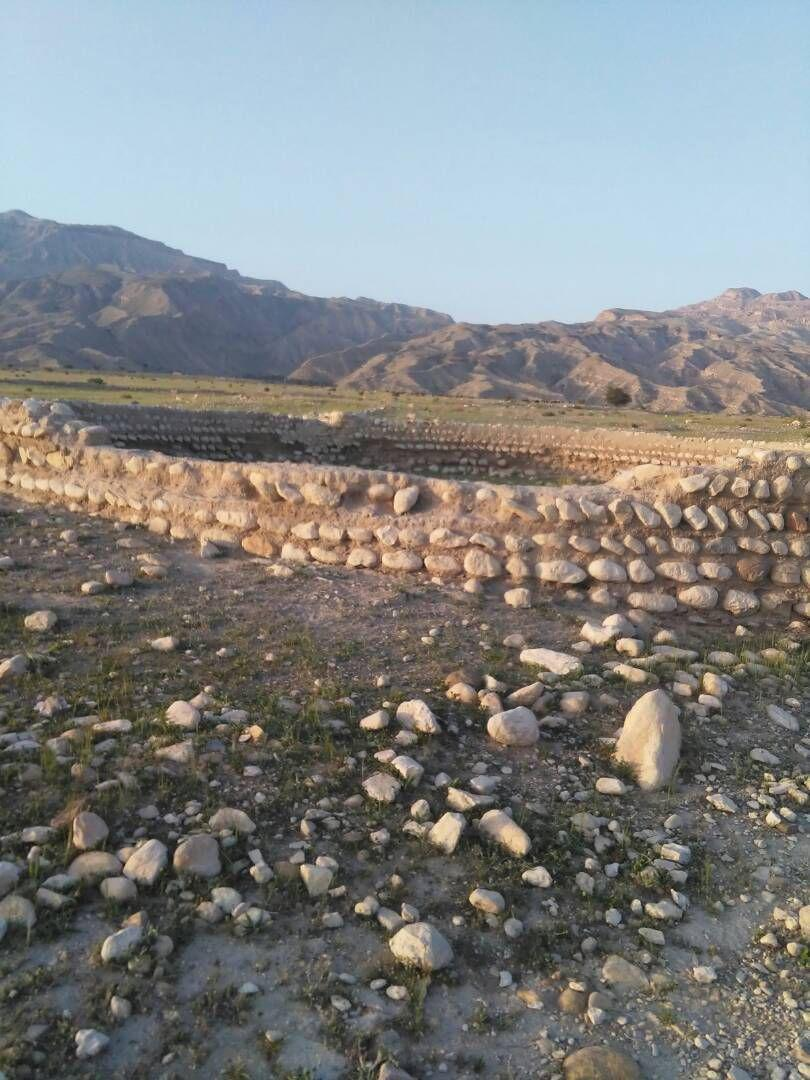

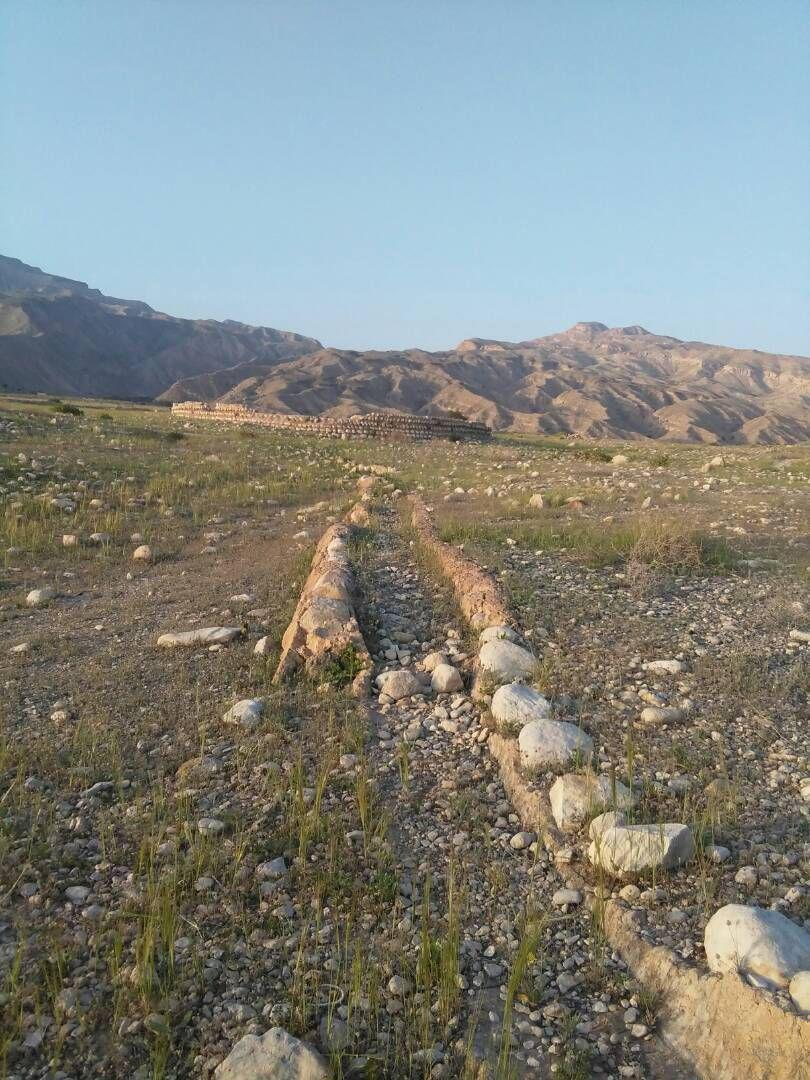